# 山梨県立やまびこ支援学校
山梨県立やまびこ支援学校（やまなしけんりつ やまびこしえんがっこう）は、山梨県大月市猿橋町に所在する特別支援学校。知的障害部門、肢体不自由部門、病弱部門を設置している。

## 概要
通学区域は、道志村、北都留郡、都留市、大月市、上野原市である。通学支援としてスクールバスを運行している。また、寄宿舎を併設しており、定員は14名である。ただし、医療的ケアを必要とする児童・生徒の入舎は認められていない。
高等部には普通科が設置されており、定員は24名である。高等部の入学検査では、学力検査（国語・数学または個別課題）、面接、生活動作検査が実施される。
大月市立猿橋小学校、大月市立猿橋中学校、山梨県立上野原高等学校、山梨県立都留高等学校と学校間交流を実施している。

## 児童・生徒数
| 学部   | 人数 |
| ------ | ---- |
| 小学部 | 19名 |
| 中学部 | 11名 |
| 高等部 | 24名 |
| 計     | 54名 |

## 施設概要
- 敷地面積：17,022 ㎡
- 建築面積：6,674 ㎡
- 延べ面積：6,883 ㎡
- 構造・階数：木造（一部RC造・S造）・地上2階
- 工期：平成30年6月～令和2年6月[6]

## 所在地
〒409-0618　山梨県大月市猿橋町桂台三丁目31番地1

## アクセス
- JR中央線「猿橋駅」より徒歩20分、タクシー5分
- 大月ICより車で15分